# Ośrodek Propagandy Sztuki w Łodzi
Ośrodek Propagandy Sztuki w Łodzi – galeria sztuki mieszcząca się w parku im. H.Sienkiewicza przy ulicy Sienkiewicza 44 w Łodzi.

## Charakterystyka
Najstarsza galeria i pierwsza siedziba Miejskiej Galerii Sztuki w Łodzi (do Miejskiej Galerii należy jeszcze Galeria Willa, Galeria Bałucka oraz Galeria Re:Medium), miejsce wystaw sztuki najnowszej. Istnieje od 1904. W jej przestrzeniach organizowane są wystawy problemowe, monograficzne sztuki polskiej i obcej. Prezentowane w niej dzieła sztuki obejmują takie dziedziny jak: malarstwo, grafika, rysunek, rzeźba, tkanina artystyczna, instalacje, fotografia, film, design, multimedia.